# Marie von Pelzeln

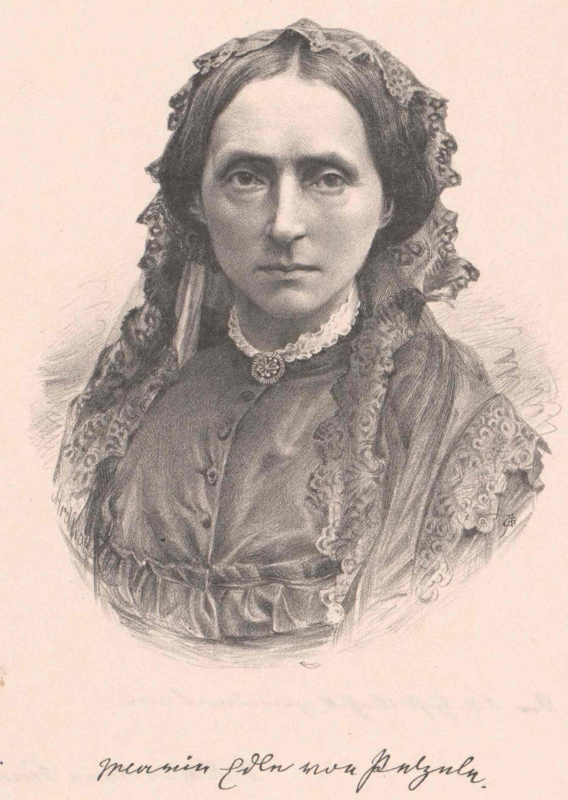
Marie Edle von Pelzeln

Marie Pelzel von Pelzeln, Pseudonym Emma Franz (* 4. Dezember 1830 in Wien; † 25. Juli 1894 ebenda) war eine österreichische Schriftstellerin.
Marie Edle von Pelzeln war eine Tochter des Appellationsgerichtsrats Josef Edler von Pelzeln (* 1784; † 23. März 1832) und dessen Ehefrau Karoline (Lotte), geb. Pichler (* im Jänner 1798; † 24. April 1855); sie war die jüngere Schwester von Fanny von Pelzeln. Sie war väterlicherseits eine Enkelin des Regierungsrats Josef Bernhard von Pelzel (1745–1804), mütterlicherseits von Caroline Pichler.
Gemeinsam mit ihrer Schwester Fanny wurde sie im Haus ihrer Großmutter erzogen, in deren Salon sie u. a. die Schriftsteller Ernst von Feuchtersleben, Auguste von Littrow, Anton Pannasch und Johann Ladislaus Pyrker kennenlernte. Schon ab 1845 schrieb sie Gedichte für Zeitschriften und Jahrbücher, trat 1862 erstmals mit Prosaveröffentlichungen hervor und wurde besonders durch ihre Beiträge in den Zeitschriften „Das Vaterland“, „Kölner Volksbote“ und in dem von Joseph Alexander von Helfert herausgegebenen „Österreichischen Jahrbuch“ zu einer vielgelesenen Autorin.

## Romane
- Des kleinen Albert Reue. 1865 Digitalisat
- Schneekatherl. 1883
- Prinzessin Irrlicht. Roman. Bachem, Köln 1885.
- Zwei Bräute. 1888